# Metalacurbs villiersi
Metalacurbs villiersi is een hooiwagen uit de familie Biantidae.